# (20461) Dioretsa
(20461) Dioretsa est un astéroïde damocloïde découvert le 8 juin 1999 par le programme LINEAR à Socorro au Nouveau-Mexique.

## Caractéristiques
Il a une période de 115 ans et 307 jours. Son demi-grand axe est de 23,9210 UA.

## Étymologie
Son nom (« asteroid » écrit à l'envers) vient du fait que c'est le premier astéroïde rétrograde numéroté.